# Critics' Choice Movie Awards 2016 (December)
Critics' Choice Movie Awards 2016 (December) var den 22:a upplagan av Critics' Choice Movie Awards som hölls den 11 december 2016 och belönade insatser i filmer från 2016. För första gången hölls galan i december istället för januari. T.J. Miller var årets värd. Kvällens storvinnare blev La La Land med 8 vinster, bl.a. för Bästa film, Bästa regissör, och till svensken Linus Sandgren för Bästa foto.

## Vinnare och nominerade
Nomineringarna tillkännagavs den 1 december 2016. Vinnarna listas i fetstil.
| Bästa film | Bästa regissör |
| --- | --- |
| - La La Land - Arrival - Fences - Hacksaw Ridge - Hell or High Water - Lion - Loving - Manchester by the Sea - Moonlight - Sully | - Damien Chazelle – La La Land - Mel Gibson – Hacksaw Ridge - Barry Jenkins – Moonlight - Kenneth Lonergan – Manchester by the Sea - David Mackenzie – Hell or High Water - Denis Villeneuve – Arrival - Denzel Washington – Fences          |
| Bästa manliga skådespelare | Bästa kvinnliga skådespelare |
| - Casey Affleck – Manchester by the Sea - Joel Edgerton – Loving - Andrew Garfield – Hacksaw Ridge - Ryan Gosling – La La Land - Tom Hanks – Sully - Denzel Washington – Fences | - Natalie Portman – Jackie - Amy Adams – Arrival - Annette Bening – Alla tiders kvinnor - Isabelle Huppert – Elle - Ruth Negga – Loving - Emma Stone – La La Land                                                                            |
| Bästa manliga biroll | Bästa kvinnliga biroll |
| - Mahershala Ali – Moonlight - Jeff Bridges – Hell or High Water - Ben Foster – Hell or High Water - Lucas Hedges – Manchester by the Sea - Dev Patel – Lion - Michael Shannon – Nocturnal Animals | - Viola Davis – Fences - Greta Gerwig – Alla tiders kvinnor - Naomie Harris – Moonlight - Nicole Kidman – Lion - Janelle Monáe – Dolda tillgångar - Michelle Williams – Manchester by the Sea                                                |
| Bästa unga skådespelare | Bästa ensemble |
| - Lucas Hedges – Manchester by the Sea - Alex R. Hibbert – Moonlight - Lewis MacDougall – Sju minuter efter midnatt - Madina Nalwanga – Queen of Katwe - Sunny Pawar – Lion - Hailee Steinfeld – The Edge of Seventeen                                                                                  | - Moonlight - Alla tiders kvinnor - Dolda tillgångar - Fences - Hell or High Water - Manchester by the Sea |
| Bästa originalmanus | Bästa manus efter förlaga |
| - La La Land – Damien Chazelle - Manchester by the Sea – Kenneth Lonergan - Hell or High Water – Taylor Sheridan - The Lobster – Efthymis Filippou och Yorgos Lanthimos - Loving – Jeff Nichols - Moonlight – Barry Jenkins                                                                             | - Arrival – Eric Heisserer - Dolda tillgångar – Theodore Melfi och Allison Schroeder - Fences – August Wilson - Lion – Luke Davies - Nocturnal Animals – Tom Ford - Sully – Todd Komarnicki                                                  |
| Bästa animerade film | Bästa actionfilm |
| - Zootropolis - Hitta Doris - Kubo och de två strängarna - The Red Turtle - Trolls - Vaiana | - Hacksaw Ridge - Captain America: Civil War - Deadpool - Doctor Strange - Jason Bourne |
| Bästa manliga skådespelare i en actionfilm | Bästa kvinnliga skådespelare i en actionfilm |
| - Andrew Garfield – Hacksaw Ridge - Benedict Cumberbatch – Doctor Strange - Matt Damon – Jason Bourne - Chris Evans – Captain America: Civil War - Ryan Reynolds – Deadpool | - Margot Robbie – Suicide Squad - Gal Gadot – Batman v Superman: Dawn of Justice - Scarlett Johansson – Captain America: Civil War - Tilda Swinton – Doctor Strange                                                                          |
| Bästa science fiction-/skräckfilm | Bästa komedi |
| - Arrival - 10 Cloverfield Lane - Doctor Strange - Don't Breathe - Star Trek Beyond - The Witch | - Deadpool - Central Intelligence - Don't Think Twice - The Edge of Seventeen - Hail, Caesar! - The Nice Guys |
| Bästa manliga skådespelare i en komedi | Bästa kvinnliga skådespelare i en komedi |
| - Ryan Reynolds – Deadpool - Ryan Gosling – The Nice Guys - Hugh Grant – Florence Foster Jenkins - Dwayne Johnson – Central Intelligence - Viggo Mortensen – Captain Fantastic | - Meryl Streep – Florence Foster Jenkins - Kate Beckinsale – Love & Friendship - Sally Field – Hello, My Name Is Doris - Kate McKinnon – Ghostbusters - Hailee Steinfeld – The Edge of Seventeen                                             |
| Bästa icke-engelskspråkiga film | |
| - Elle - The Handmaiden - Julieta - Min pappa Toni Erdmann - Neruda - The Salesman | |
| Bästa kompositör | Bästa sång |
| - La La Land – Justin Hurwitz - Arrival – Jóhann Jóhannsson - Jackie – Mica Levi - Lion – Volker Bertelmann och Dustin O'Halloran - Moonlight – Nicholas Britell | - "City of Stars" – La La Land - "Audition (The Fools Who Dream)" – La La Land - "Can't Stop the Feeling!" – Trolls - "Drive It Like You Stole It" – Sing Street - "How Far I'll Go" – Vaiana - "The Rules Don't Apply" – Rules Don't Apply  |
| Bästa scenografi | Bästa foto |
| - La La Land – Sandy Reynolds-Wasco och David Wasco - Arrival – Paul Hotte, André Valade och Patrice Vermette - Fantastiska vidunder och var man hittar dem – Stuart Craig, James Hambidge och Anna Pinnock - Jackie – Véronique Melery och Jean Rabasse - Live by Night – Jess Gonchor och Nancy Haigh | - La La Land – Linus Sandgren - Arrival – Bradford Young - Jackie – Stéphane Fontaine - Moonlight – James Laxton - Nocturnal Animals – Seamus McGarvey                                                                                       |
| Bästa smink | Bästa kostym |
| - Jackie - Doctor Strange - Fantastiska vidunder och var man hittar dem - Hacksaw Ridge - Star Trek Beyond | - Jackie – Madeline Fontaine - Allied – Joanna Johnston - Fantastiska vidunder och var man hittar dem – Colleen Atwood - Florence Foster Jenkins – Consolata Boyle - La La Land – Mary Zophres - Love & Friendship – Eimer Ni Mhaoldomhnaigh |
| Bästa klippning | Bästa specialeffekter |
| - La La Land – Tom Cross - Arrival – Joe Walker - Hacksaw Ridge – John Gilbert - Moonlight – Joi McMillon och Nat Sanders - Sully – Blu Murray | - Djungelboken - Arrival - Doctor Strange - Fantastiska vidunder och var man hittar dem - Sju minuter efter midnatt |

### Filmer med flera vinster
- 8 vinster: La La Land
- 3 vinster: Jackie och Manchester by the Sea
- 2 vinster: Arrival, Deadpool, Hacksaw Ridge och Moonlight

### Filmer med flera nomineringar
- 12 nomineringar: La La Land
- 10 nomineringar: Arrival och Moonlight
- 8 nomineringar: Manchester by the Sea
- 7 nomineringar: Hacksaw Ridge
- 6 nomineringar: Doctor Strange, Fences, Hell or High Water, Jackie och Lion
- 4 nomineringar: Deadpool, Fantastiska vidunder och var man hittar dem, Loving och Sully
- 3 nomineringar: Alla tiders kvinnor, Captain America: Civil War, Dolda tillgångar, The Edge of Seventeen, Florence Foster Jenkins och Nocturnal Animals
- 2 nomineringar: Central Intelligence, Elle, Jason Bourne, Love & Friendship, The Nice Guys, Sju minuter efter midnatt, Star Trek Beyond, Trolls och Vaiana